# Conseil des hiérarques
Le conseil des hiérarques est, dans certaines Églises orientales en communion avec l’Église catholique — plus précisément, dans les Églises métropolitaines de droit propre — l’assemblée réunissant tous les évêques (le mot « hiérarque » désigne même tous les ordinaires) de cette Église. Son fonctionnement et ses compétences sont définis dans le Code des canons des Églises orientales au chapitre qui définit également ce que sont les Églises métropolitaines, aux canons 155 à 173.
Cette structure s’apparente au synode des évêques des Églises patriarcales et archiépiscopales majeures (celui-ci nommant en plus l’ordinaire à la tête de l’Église), ou au Saint-Synode des Églises orthodoxes, voire à leur sobor (qui admet des laïcs). Elle n’est pas considérée comme de même nature que les conférences épiscopales, comme précisé dans la lettre en motu proprio de Jean-Paul II intitulée Apostolos suos, qui précise le fonctionnement de ces structures essentiellement latines.

## Fonctionnement
C’est au métropolite de convoquer le conseil des hiérarques — après avoir reçu du pape le pallium. Tous les évêques ordonnés de l’Église sont convoqués à ce conseil, et sont tenus d’y assister sauf empêchement légitime validé par leurs pairs. Il doit être réuni au moins une fois par an.
Le conseil a pour missions de veiller aux besoins pastoraux des fidèles, de promouvoir l’accroissement de la foi, de favoriser l’action pastorale, et de « régler les mœurs, pour observer le propre rite ainsi que la discipline ecclésiastique commune. » Il communique ses statuts au Saint-Siège.